# فرانك توري
فرانك توري (بالإنجليزية: Frank Torre)‏ هو لاعب كرة قاعدة أمريكي، ولد في 30 ديسمبر 1931 في نيويورك في الولايات المتحدة، وتوفي في 13 سبتمبر 2014 في بالم بيتش في الولايات المتحدة بسبب توقف القلب.

## وصلات خارجية
- فرانك توري على موقع دوري كرة القاعدة الرئيسي (الإنجليزية)
- فرانك توري على موقعبيزبول رفرنس.كوم (الدوري الرئيسي) (الإنجليزية)
- فرانك توري على موقعبيزبول رفرنس.كوم (الدوري الثانوي) (الإنجليزية)
- فرانك توري على موقع جمعية أبحاث البيسبول الأمريكية (الإنجليزية)
- فرانك توري على موقع إي إس بي إن.كوم (أم.أل.بي) (الإنجليزية)
- فرانك توري على موقع مشجعي الرسوم البيانية (الإنجليزية)